# Warren Keith
Pour les articles homonymes, voir Keith.
Warren Keith est un acteur américain qui a joué dans de nombreux films contemporains et qui mène une carrière active sur scène à San Francisco à la fin des années 1990 et depuis 2000. Il est également réalisateur.
Warren Keith a notamment joué dans quatre films des frères Coen ; il a joué un agent du FBI dans Arizona Junior et le directeur de pompes funèbres fastidieux dans The Big Lebowski. Dans Fargo et A Serious Man, il n'apparaît pas à l'écran mais on l'entend plusieurs fois dans des conversations téléphoniques avec les personnages principaux respectifs.
Il a eu un rôle principal dans le film Haiku Tunnel et est également apparu dans des émissions de télévision telles que Nash Bridges, The Enforcer et Trauma.

## Biographie
Warren Keith est diplômé de l'Université Wesleyenne et de la Yale School of Drama.
Il est marié à Melissa Smith et réside à San Francisco.

## Filmographie partielle

### Au cinéma
- 1986 : Le Projet Manhattan (Manhattan Project) : computer
- 1987 :  Arizona Junior : Younger FBI Agent
- 1987 :  Hiding Out : Breech
- 1996 : Fargo : Reilly Diefenbach (voix)
- 1998 :  The Big Lebowski : Funeral Director (comme Warren David Keith)
- 2000 : Juste une nuit : le concierge
- 2001 :  Haiku Tunnel : Bob 'Bob' Shelby
- 2009 :  Stephanie's Image : Detective McCaffrey
- 2009 :  Moonlight Sonata  : Tom
- 2009 :  A Serious Man : Dick Dutton (voix, comme Warren David Keith)
- 2010 :  Welcome Space Brothers : James VanDekrup
- 2012 :  99% : Mickey (court métrage)
- 2013 :  Aegis : Pacman (court métrage)
- 2013 :  The Lovemakers : Club Manager (court métrage)
- 2015 : Love & Taxes : Bob Shelby
- 2019 :  The Last Black Man in San Francisco : Tim
- 2020 :  Nomadland : George
- North Beach : The Stranger (court métrage, en post-production)

### À la télévision
- 1987 : Equalizer  : TV Reporter (série télévisée, 1 épisode)
- 1992 :  Amoureusement vôtre : Larry Howat (série télévisée, 1 épisode)
- 1996 :  Nash Bridges : Nash's Lawyer (série télévisée, 1 épisode)
- 2009 : Trauma : Mr. Batten (série télévisée, 1 épisode)

## Récompenses et distinctions
- (en) Warren Keith: Awards, sur l'Internet Movie Database